# Edward Young
Edward Young (Upham, 3 luglio 1683 – Welwyn Garden City, 5 aprile 1765) è stato un poeta e Pastore anglicano britannico.
Fu cappellano di Giorgio II d'Inghilterra e rettore a Welwyn. È l'autore dell'elegia Pensieri notturni o Il lamento (The Complaint: or Night-Thoughts on Life, Death & Immortality), opera legata al movimento letterario della poesia cimiteriale.
L'opera a carattere autobiografico è uno sfogo, in cui l'autore espone in blank verse il suo pensiero sulla vita e sulla morte, unendo eleganza stilistica e intensità accorata. 
Il poema ebbe grandissimo successo in Europa e fu tradotto in francese, tedesco, italiano, spagnolo, portoghese, svedese e ungherese.
Young è oggi poco ricordato nel mondo anglosassone, mentre è più noto in Francia.

## Biografia
Young era figlio di Edward Young senior, prete anglicano e in seguito decano di Salisbury, e nacque nella canonica di suo padre a Upham, vicino a Winchester, dove fu battezzato il 3 luglio 1683. Studiò al Winchester College e si iscrisse al New College di Oxford nel 1702. Successivamente emigrò al Corpus Christi College e nel 1708 fu nominato dall'arcivescovo Tenison per una borsa di studio legale presso l'All Souls College. Conseguì il titolo di Dottore in Diritto Canonico nel 1719.
La prima pubblicazione di Young fu un'Epistola A Lord Lansdoune (1713). Seguì una poesia sull'ultimo giorno (1713), dedicata alla regina Anna Stuart; poi The Force of Religion: or Vanquished Love (1714), una poesia sull'esecuzione di Lady Jane Grey e di suo marito, dedicata alla contessa di Salisbury; e un'epistola a Joseph Addison, e Sulla morte della defunta regina e l'ascesa al trono di Sua Maestà (1714), in cui si precipitò a lodare il nuovo re, Giorgio I Hannover. Lo stile pieno delle dediche stride con il tono pio delle poesie, e sono omesse dalla sua edizione delle sue opere.
In questo periodo entrò in contatto con Filippo, duca di Wharton, che accompagnò a Dublino nel 1717. Nel 1719 la sua opera teatrale Busiris fu rappresentata a Drury Lane e nel 1721 fu la volta di The Revenge. Quest'ultima commedia era dedicata a Wharton, al quale doveva, disse Young, il suo "incidente più bello". Wharton gli promise due rendite di 100 sterline ciascuna e una somma di 600 sterline in considerazione delle sue spese come candidato alle elezioni parlamentari a Cirencester. In vista di queste promesse Young rifiutò due vitalizi all'All Souls College di Oxford, e sacrificò una rendita vitalizia offerta dal marchese di Exeter se avesse fatto da tutore a suo figlio. Wharton non adempì ai suoi obblighi e Young, che perorò la sua causa davanti al Lord Cancelliere Hardwicke nel 1740, ottenne la rendita vitalizia ma non le 600 sterline. Tra il 1725 e il 1728 Young pubblicò una serie di sette satire su The Universal Passion. Erano dedicati al duca di Dorset, George Bubb Dodington, Sir Spencer Compton, Lady Elizabeth Germain e Sir Robert Walpole, e furono raccolti nel 1728 come Love of Fame, the Universal Passion. Questa è definita da Samuel Johnson come una "performance davvero eccezionale" e abbonda di distici sorprendenti e concisi. Herbert Croft affermò che Young guadagnò £ 3000 con le sue satire, il che compensò le perdite subite nella South Sea Bubble. Nel 1726 ricevette, tramite Walpole, una pensione di £ 200 all'anno. Fino alla fine della sua vita continuò a cercare una promozione, ma il re considerò la sua pensione una soluzione adeguata.
Young, vivendo in un'epoca in cui il mecenatismo stava lentamente svanendo, si distinse per aver cercato con urgenza il mecenatismo per la sua poesia, le sue opere teatrali e la sua carriera nella chiesa: fallì in ogni area. Non ha mai ricevuto il grado di mecenatismo che sentiva che il suo lavoro aveva guadagnato, soprattutto perché scelse mecenati le cui fortune stavano per volgere al ribasso.
Sebbene le sue lodi fossero spesso immeritate e ostentate, poteva scrivere: "Le false lodi sono le prostitute della penna / E prostituiscono la giusta fama a uomini senza valore".
Nel 1728 Young divenne cappellano reale di Giorgio II e nel 1730 ottenne il soggiorno universitario a Welwyn, nell'Hertfordshire. Nel 1731 sposò Lady Elizabeth Lee, figlia del I conte di Lichfield. Sua figlia, nata da un precedente matrimonio con suo cugino Francis Lee, sposò Henry Temple, figlio del primo visconte Palmerston. La signora Temple morì a Lione nel 1736 mentre si recava a Nizza. Suo marito e Lady Elizabeth Young morirono nel 1740. Si suppone che queste morti successive siano gli eventi a cui si fa riferimento nei Pensieri notturni come avvenuti "prima che tre volte quella luna riempisse il suo corno".
Nella prefazione ai Night-Thoughts Young afferma che l'occasione della poesia era reale, e Philander e Narcissa sono stati identificati piuttosto avventatamente con i coniugi Temple. È stato anche suggerito che Philander rappresenti Thomas Tickell, un vecchio amico di Young, morto tre mesi dopo Lady Elizabeth Young. Alcuni pensavano che l'infedele Lorenzo fosse uno schizzo del figlio di Young, ma aveva solo otto anni al momento della pubblicazione. Il lamento o Pensieri notturni sulla vita, la morte e l'immortalità, fu pubblicato nel 1742, e fu seguito da altre "Notti", l'ottava e la nona apparvero nel 1745. Nel 1753, pubblicò la sua tragedia I fratelli, scritta molti anni prima ma soppressa, perché stava per entrare nella Chiesa, e fu rappresentata a Drury Lane. I Pensieri notturni lo avevano reso famoso, ma viveva in un ritiro quasi ininterrotto. Fu nominato segretario di gabinetto della principessa vedova, Augusta di Sassonia-Gotha, nel 1761. Non si riprese mai dalla morte della moglie. Litigò con il figlio, che a quanto pare aveva criticato l'eccessiva influenza esercitata dalla sua governante, la signora Hallows. Il vecchio rifiutò di vedere il figlio fino a poco prima che morisse, ma gli lasciò poi tutto. Una sua descrizione si trova nelle lettere del suo curato ed esecutore testamentario, John Jones, al dottor Thomas Birch (in Brit. Lib. Addit. M/s 4311). Morì a Welwyn, a quasi 82 anni, riconciliato con il figlio spendaccione: "è spirato poco prima delle 11 della notte del Venerdì Santo scorso, il 5° istante, ed è stato decentemente sepolto ieri verso le 6 del pomeriggio" (lettera di Jones a Birch).

## Fortuna di Young
Oggi quasi del tutto dimenticato, nel corso del XVIII secolo e agli inizi del XIX, Edward Young ebbe il plauso unanime di pubblico e letterati di tutta Europa. I suoi Night-Thoughts furono tradotti in francese, tedesco, svedese, spagnolo, portoghese, italiano e in Russo. 
Il successo di Young in Italia fu enorme e immediato, tanto che nel 1770, appena cinque anni dopo la morte dell'autore, sulla base delle versioni in francese di Le Tourneur, iniziarono a circolare traduzioni del poema col titolo di "Notti", ad opera di Giuseppe Bottoni, senese. Seguirono poco dopo le versioni dell'abate Alberti in prosa poetica e di Lodovico Antonio Loschi, sempre in prosa poetica. La stessa figura storica di Young suscitò impressione tra i poeti e gli artisti del tempo. Basti pensare alle invocazioni che Aurelio de' Giorgi Bertola indirizza al poeta inglese all'inizio delle sue Le notti Clementine (chiaro rimando alle Notti ben più celebri dello Young) perché lo assista nel mesto canto che va ad intraprendere, o alle evocazioni fantastiche che Ugo Foscolo realizza nelle sue elegie In morte di Amaritte e Le rimembranze, laddove Young è descritto nell'atto di piangere sul corpo esanime di Narcisa (nome fittizio con cui Young indica, nella terza notte del suo poema, sua figlia morta). In seguito risentì però del giudizio di Giosuè Carducci, che parlò di "gufaggine sepolcrale di Young".

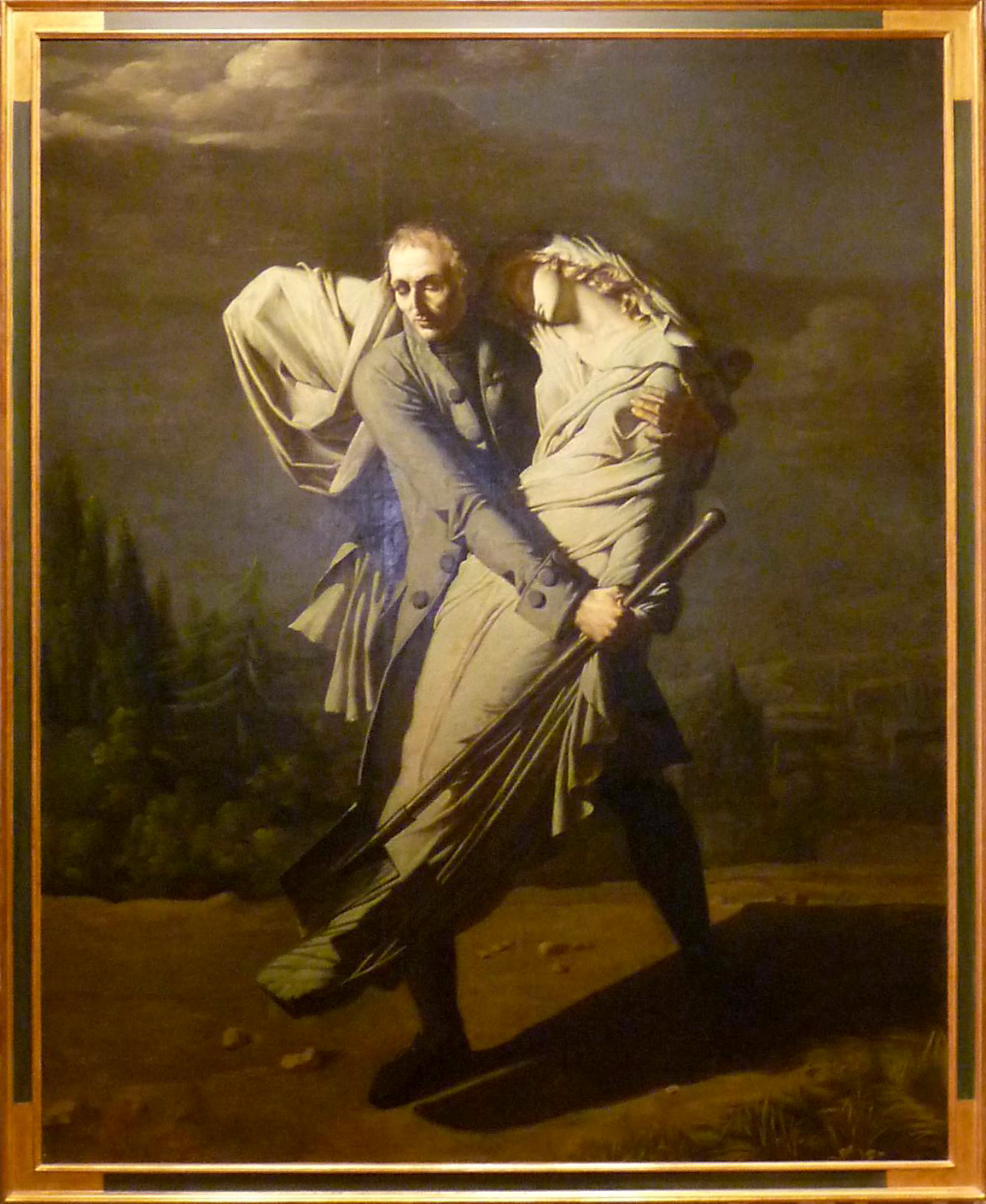
Vafflard, Young trasporta sua figlia

Nemmeno i pittori si risparmiano il soggetto: il Vafflard, pittore francese, realizza un quadro raffigurante Young nell'atto di trasportare alla tomba sua figlia morta (scena ancora una volta ripresa dalla terza delle Notti, senz'altro una delle più famose ed impressionanti). 
Anche Thomas Gray ne fu influenzato per la sua Elegia scritta in un cimitero campestre.
Edgar Allan Poe fa riferimento ai Night Thoughts nel racconto La sepoltura prematura.
Espressioni dell'incipit (il sonno come un balsamo di oblio concesso dalla notte agli uomini per curare la sofferenza) sono riprese nel Primo inno alla notte di Novalis ("delizioso balsamo stilla dalla tua mano, dal fascio di papaveri", scrive il poeta tedesco).
Oimè! esso pur m'abbandona. Simile al Mondo corrotto, egli fugge gl'infelici. Fedele a visitar que' luoghi, dove sorride la fortuna, sorvola con ali rapide le abitazioni, in cui ascolta gemiti e strida, e va a riposarsi sopra occhi non bagnati di lagrime.
Dopo alcuni momenti d'un riposo agitato, giacché da gran tempo non so più cosa sia quiete placida e tranquilla, io mi risveglio...... 
Beati coloro che non si risvegliano più!..... purché nondimeno i sogni orribili non ispaventino i morti nel fondo de' loro sepolcri.»
(E. Young, Pensieri notturni, "Prima Notte", traduzione di L. A. Loschi, 1819)
Nel XX secolo, Mario Praz scrive di Young come un tipico esponente di un'epoca culturale inglese, post-barocca, commistione di illuministi e preromantici (in cui lo Young si ritrova), caratterizzato dal timore di un crollo improvviso della civiltà, come successo all'Impero romano o alle antiche Pompei ed Ercolano che stavano rivenendo alla luce, e sfiducia di alcuni intellettuali nel nuovo "mito del progresso":
(M. Praz, La lezione delle rovine)

## Opere (lista parziale)
- The Instalment (per Sir R. Walpole, 1726)
- Cynthio (1727)
- A Vindication of Providence... (1728), un sermone
- An Apology for Punch (1729), un sermone
- Imperium Pelagi, a naval lyrick... (1730)
- Two Epistles to Mr Pope concerning the Authors of the Age (1730)
- A Sea-Piece... (1733)
- The Foreign Address, or The Best Argument for Peace (1734)
- Pensieri notturni o Il lamento (Night Thoughts o The Complaint: or Night-Thoughts on Life, Death & Immortality) (1742-1745)
- The Centaur not Fabulous; in Five Letters to a Friend (1755)
- An Argument... for the Truth of His [Christ's] Religion (1758), un sermone recitato per il re
- Conjectures on Original Composition... (1759), indirizzato Samuel Richardson
- Resignation... (1762), una poesia.